# Neopragmatisme
Neopragmatisme eller Nypragmatisme er navnet på en ny litteraturteoretisk bevægelse, der er opstået i USA og kan opfattes som et alternativ til den såkaldte dekonstruktionisme. Også i videre forstand er neopragmatismen udtryk for en "pragmatisk vending" inden for filosofien.
Den klassiske pragmatisme ('gammel'-pragmatismen) var en intellektuel bevægelse i 1870'ernes USA med blandt andre Charles Sanders Peirce, William James, George Herbert Mead og John Dewey.

## Opgivelsen af ensidste begrundelse
Pragmatismen skal forstås som en tænkning, der har opgivet ideen om en "sidste begrundelse". Den er derfor, som det hedder, "anti-foundationalist" eller antifundamentalistisk.
I visse dele af den har man helt opgivet også det teoretiske projekt og har erklæret sig som anti-teoretikere (det gælder især inden for den litteraturkritiske del af neopragmatismen).
I pragmatismen begrundes intet da i et enhedsskabende eller funderende subjekt, idet subjektet altid allerede er indfældet i nogle størrelser, som man kalder interpretive communities, fortolkningsfællesskaber.
Ideen om sådanne fortolkningsfællesskaber findes udviklet af den amerikanske filosof Josiah Royce i dennes læsninger af Charles Sanders Peirce (i Royces The Problem of Christianity, 1918).
Begrebet er videreudviklet dels i Karl-Otto Apels og Jürgen Habermas' ide om et "kommunikations-fællesskab" og dels inden for litteraturkritikken af Stanley Fish, der direkte bruger Royces udtryk: interpretive communities.
Fish har tematiseret denne ide i bogen Is There a Text in This Class?, Er der en tekst i dette klasselokale?. Hovedtanken er her, at både tekst og læser (struktur og subjekt) aldrig ikke er i en situation, hvilket for Fish betyder, at en tekst ingen struktur "har", men at det heller aldrig er subjektet, der suverænt bestemmer, hvad en tekst betyder. Her er både subjekt og struktur medlemmer af et fællesskab, der derved har overtaget i al fald subjektets traditionelle skabende rolle.

## Alternativer til subjektfilosofien
Hermeneutik, pragmatisme og dekonstruktion er alle forsøg på at finde alternativer til subjektfilosofien.
Men før man kan begynde at tænke i alternativer, da skal selve subjektfilosofien beskrives og bestemmes.
Subjektfilosofien i filosofien svarer til, hvad man i sociologien kalder moderniteten og i litteraturkritikken romantikken. Der sættes altså her lighedstegn mellem subjektfilosofi, modernitet og romantik.
Manfred Frank har fremført den tese, at det moderne, neuzeitliche, subjekt teoretisk som praktisk har nået til vejs ende, eller med en anden formulering: at det enhedsskabende subjekt er decentreret og at det er positioner der kalder sig enten postmoderne eller dekonstruktionistiske, som har udstedt denne dødsdom.
Northrop Frye identificerer det moderne med romantikkens opdagelse af det skabende subjekt i kunsten, og dette subjekt svarer til det man i filosofien kalder det konstitutive subjekt. Når man taler om subjektets decentrering – eller "død" -, da er det dette skabende (romantiske) subjekt, der erklæres for dødt.
I og med at subjektet dør overtager andre entiteter subjektets rolle. I strukturalismen er det den symbolske orden eller ganske enkelt sproget, som indtræder på subjektets plads. Strukturen kommer i centrum; subjektet i periferi. Subjektet bliver en effekt af sproget, eller det bliver, fra at have været konstituerende, nu konstitueret. Lingvistikkens historie i det tyvende århundrede er historien om subjektets død.